# Tallassee
Tallassee est une ville américaine située dans les comtés d'Elmore et de Tallapoosa en Alabama.
La région de Tallassee est peuplée par les Creeks jusqu'aux années 1830. À cette époque, Tallassee est fondée sur la rive ouest de la rivière Tallapoosa par des colons. La ville se développe notamment grâce à ses moulins à cotons.
La ville est incorporée le 21 janvier 1908.
Selon le recensement de 2010, Tallassee compte 4 819 habitants, dont 3 110 vivent dans le comté d'Elmore et 1 709 dans celui de Tallapoosa. La municipalité s'étend sur 10,26 milles carrés (26,57 km2), dont 9,67 milles carrés (25,05 km2) de terres.

## Démographie
| 1880  | 1890  | 1910  | 1920  | 1930 | 1940  | 1950  | 1960  |
| ----- | ----- | ----- | ----- | ---- | ----- | ----- | ----- |
| 1 182 | 1 413 | 1 347 | 2 034 | 843  | 1 011 | 4 225 | 4 934 |

| 1970  | 1980  | 1990  | 2000  | 2010  | - | - | - |
| ----- | ----- | ----- | ----- | ----- | - | - | - |
| 4 809 | 4 763 | 5 112 | 4 934 | 4 819 | - | - | - |